# Lynchburg (Ohio)
Lynchburg és una població dels Estats Units a l'estat d'Ohio. Segons el cens del 2000, tenia 1.350 habitants.

## Demografia
Segons el cens del 2000, Lynchburg tenia 1.350 habitants, 518 habitatges i 365 famílies. La densitat de població era de 592,3 habitants per km².
Dels 518 habitatges, en un 36,9% hi vivien nens de menys de 18 anys, en un 55,4% hi vivien parelles casades, en un 11,6% hi havia dones solteres, i un 29,5% no eren unitats familiars. En el 26,3% dels habitatges hi vivien persones soles, el 12,5% de les quals corresponia a persones de 65 anys o més, que vivien soles. El nombre mitjà de persones vivint en cada habitatge era de 2,61 i el nombre mitjà de persones que vivien en cada família era de 3,14.
Per edats, la població es repartia de la següent manera: un 29,9% tenia menys de 18 anys, un 7,2% entre 18 i 24, un 31,9% entre 25 i 44, un 18,5% de 45 a 60 i un 12,5%, 65 anys o més.
L'edat mediana era de 33 anys. Per cada 100 dones de 18 o més anys hi havia 88,6 homes.
La renda mediana per habitatge era de 34.792 $ i la renda mediana per família de 41.375 $. Els homes tenien una renda mediana de 30.337 $, mentre que les dones 22.422 $. La renda per capita de la població era de 16.315 $. Aproximadament, el 6% de les famílies i el 9,1% de la població estaven per sota del llindar de pobresa.

## Poblacions més properes
El següent diagrama mostra les poblacions més properes.